# Plethodon amplus
Plethodon amplus là một loài kỳ giông trong họ Plethodontidae. Nó là loài đặc hữu của Dãy Appalachia ở miền đông Bắc Mỹ.
Môi trường sống tự nhiên của chúng là các khu rừng ôn hòa. Nó bị đe dọa do mất môi trường sống.